# Août 1782

## Événements

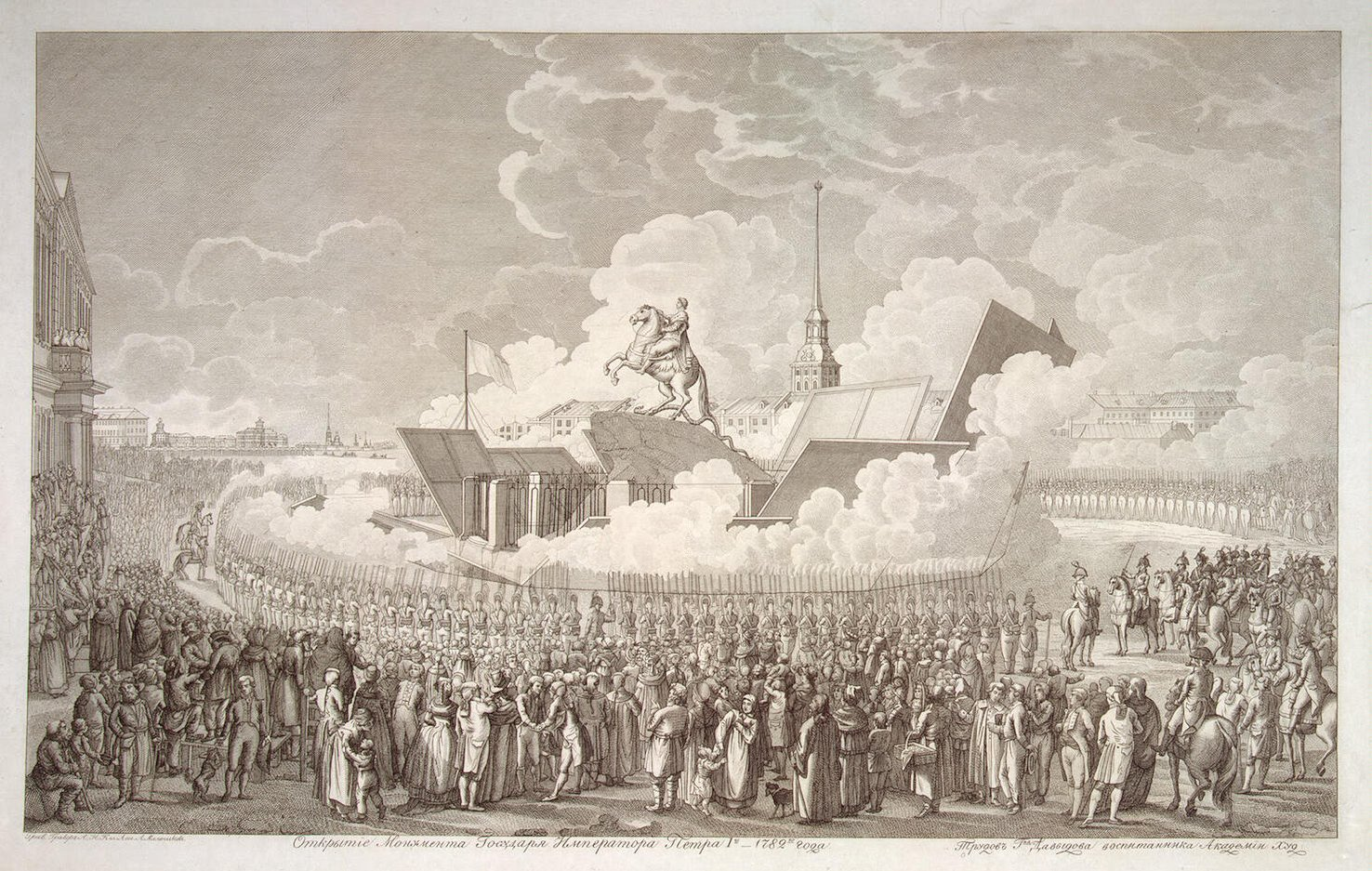
7 août : inauguration du Monument de Pierre le Grand à Saint-Pétersbourg.

4 août :Mariage de Wolfgang Amadeus Mozart avec Constance Weber (m. 1782–1791).

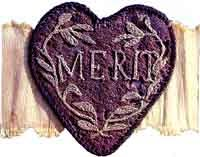
Badge of Military Merit

- 7 août : le Badge of Military Merit est créé sur l'ordre de George Washington, il récompensait les soldats ayant réalisé un acte très important au combat[2]. Franklin D. Roosevelt le restaurera sous le nom Purple Heart, le 22 février 1932.
- 20 - 24 août : La Pérouse détruit les forts britanniques de la baie d'Hudson[3].
- 23 août : un tremblement de terre détruit Odawara, au Japon[4], accompagné d'un raz-de-marée qui aurait provoqué 40 000 victimes en Asie du Sud-Est.
- 26 août - 3 septembre : victoire de Suffren à la bataille de Trinquemalay au large de Ceylan[3].

## Naissances
- 17 août : Pierre-Luc-Charles Ciceri, peintre et décorateur de théâtre français († 22 août 1868).

## Décès
- 7 août : Andreas Sigismund Marggraf (né en 1709), chimiste allemand.
- 22 août : Henri Louis Duhamel du Monceau (né en 1700), naturaliste français.